# Latrodectus menavodi
Latrodectus menavodi är en spindelart som beskrevs av Vinson 1863. Latrodectus menavodi ingår i släktet änkespindlar, och familjen klotspindlar. Inga underarter finns listade i Catalogue of Life.